# Гюндюз Килич
Гюндюз Килич (тур. Gündüz Kılıç, 29 жовтня 1918, Стамбул — 17 травня 1980, Нью-Йорк) — турецький футболіст, що грав на позиції нападника. По завершенні ігрової кар'єри — тренер.
Найбільш відомий як гравець, а потім і тренер «Галатасараю», вигравши з ним як тренер перші загальнотурецькі трофеї, а також вивівши клуб першим серед усіх турецьких до Кубка європейських чемпіонів. Крім того грав, а потім тренував, національну збірну Туреччини, з якою був учасником двох Олімпійських ігор.

## Клубна кар'єра
Гюндуз Килич народився в 1918 році в Стамбулі, закінчив Галатасарайський ліцей, а потім почав свою футбольну кар'єру як форвард «Галатасарая». У першому сезоні 1935/36 Килич забив 16 голів у 12 матчах в Стамбульської ліги.
Він перервав свою кар'єру в 1938 році, переїхавши до Німеччини для університетської освіти. Коли він повернувся до Туреччини, він знову одягнув форму «Галатасараю». 30 червня 1940 року в матчі з «Бешикташем» (9:2) Килич забив п'ять голів (на 43 (1-1), 58 (4-1), 73 (5-2), 76 (6-2) та 89 (9-2) хвилинах), встановивши рекорд в історії стамбульських дербі, який чинний і донині.
В сезоні 1941/42 Килич виграв з командою Стамбульський кубок. Команда змогла захистити титул через рік, а 1945 року Гюндюз перейшов для проходження військової служби у «Анкара Демірспор» на сезон. Після цього він грав ще сім років грав за «Галатасарай» і у сезоні 1948/49 ставі переможцем Стамбульської ліги. Свою останню гру провів 3 травня 1952 року проти «Істанбулспора».

## Виступи за збірну
У складі національної збірної Туреччини був учасником футбольного турніру на Олімпійських іграх 1936 року у Берліні та Олімпійських іграх 1948 року у Лондоні. Протягом кар'єри у національній команді провів у формі головної команди країни 11 матчів, забивши 5 голів.

## Кар'єра тренера
Через п'ять місяців після свого останнього матчу, Гюндюз став тренером «Галатасараю». Після цього один сезон тренував «Вефу».
17 жовтня 1954 року, перед матчем проти Югославії став тренером збірної Туреччини. Через два тижні після цього колишній нападник повернувся в «Галатасарай». Наприкінці сезону 1954/55 він виграв зі своєю командою Стамбульську лігу. Влітку 1955 року Килич запросив до клубу Метіна Октая з «Ізмірспора», який в майбутньому став легендою «Галатасараю». У наступному сезоні команда Килича захистила титул і таким чином кваліфікувалася першою турецькою командою до Кубка європейських чемпіонів. Щоправда у першому ж раунді турецький клуб вилетів від румунського «Динамо» (Бухарест). Після сезону 1956/57 Килич покинув «Галатасарай».
Після дворічної перерви у 1959 році Килич став головним тренером «Ферікоя» і брав участь з командою у першому сезоні новоствореного чемпіонату Туреччини. Перед останньою грою сезону Килич пішов у відставку, і в наступному сезоні тренер знову очолив «Галатасарай». У 1962 році він привів команду до першого в історії титулу чемпіона Туреччини. Наступного року команда захистила титул, а також виграла перший у своїй історії кубок Туреччини. Килич став першим тренером країни, який виграв з клубом національний «золотий дубль». Після цього він виграв зі своєю командою турецький кубок в 1965 і 1966 роках, а у вересні 1966 року виграв з командою історичний перший розіграш Суперкубка Туреччини.
Після семи років Килич остаточно залишив «Галатасарай» і в 1968—1969 роках тренував «Алтай». Останнім місцем тренерської роботи був клуб «Бешикташ», головним тренером команди якого Гюндюз Килич був з 1971 по 1972 рік. У 1972 році Килич закінчив свою тренерську кар'єру. У 1979 році йому було поставлено діагноз рак легень, і його терапія була проведена в Нью-Йорку. 17 травня 1980 року на 62-му році життя він помер від наслідків хвороби. Його тіло було перенесено до Стамбула і поховано на кладовищі Ашиян-Асрі.

## Титули і досягнення

### Як гравця
- Переможець Стамбульської ліги: 1948/49
- Володар Стамбульського кубка: 1941/42, 1942/43

### Як тренера
- Переможець Стамбульської ліги: 1954/55, 1955/56
- Чемпіон Туреччини: 1961/62, 1962/63
- Володар Кубка Туреччини: 1962/63, 1964/65, 1965/66
- Володар Суперкубка Туреччини: 1966